# Cro-Magnon
Špilja Cro-Magnon (okcitanski "cro" znači "šuplje") je prirodni zaklon u litici, a nalazi se u gradu Les Eyzies-de-Tayac (Dordogne), u dolini rijeke Vézère (Akvitanija). Najslavnija je po tome što je tu pronađen grob pračovjeka, koji je po ovoj špilji dobio ime - Kromanjonac. U prapovijesti se koristila od ranog paleolitika (orinjaško doba), pa sve do neolitskog doba. 
Kromanjonske kosti su prvi put pronađene 1868. godine kada se ispred špilje gradila cesta za Eyzies. Pored kostiju pronađeno je i kameno oruđe. Godine 1979. Cro-Magnon je dodan na UNESCOv popis mjesta svjetske baštine u Europi zajedno s drugim prapovijesnim nalazištima u dolini rijeke Vézère.

## Ljudski ostatci
Važno je što je to mjesto otkrića anatomski modernih ljudskih ostataka, očito zakopanih na tom mjestu, datiranih prije oko 28.000 godina. 
Analiza patologije kostura pokazuje da su ljudi ovog razdoblja vodili fizički težak život. Osim infekcije, nekoliko pojedinaca pronađenih u skloništu imalo je spojene kralješke u vratu, što ukazuje na traumatsku ozljedu; odrasla ženka pronađena u skloništu preživjela je neko vrijeme s prijelomom lubanje.

## Slike
- Pogled s puta
- Lubanja Kromanjonca
- Cro-Magnon litica
- Komemorativna plaketa o pronalasku Kromanjonca

## Poveznice
- Lascaux
- Altamira
- Arheologija
- Prapovijest

## Vanjske poveznice
- Cro-Magnon, povijest istraživanja (fr.)